# 1476 en littérature
| Années de la littérature : 1473 - 1474 - 1475 - 1476 - 1477 - 1478 - 1479    |
| Décennies de la littérature : 1440 - 1450 - 1460 - 1470 - 1480 - 1490 - 1500 |

Cet article présente les faits marquants de l'année 1476 en littérature.

## Parutions

### Ouvrages didactiques
- 30 janvier : Erotemata de Constantin Lascaris, grammaire grecque, Milan, édition du texte par Démétrios Damilas, imprimé par Dionisio Paravicino (premier livre imprimé entièrement en grec)[1].
- 12 décembre : Vocabularium de Papias, Milan, édition du texte par Bonino Mombrizio, imprimé par Domenico Gilibert[2]i.

### Poésie
- Szabács viadala (La bataille de Šabac), poème épique hongrois évoquant une victoire de Matthias Corvin sur les Ottomans[3].

### Romans
- 14 juin : Il Filocolo de Boccace, Milan, édition du texte par Bonino Mombrizio, imprimé à Milan par Domenico Giliberti[4].

- Il Novellino, recueil de cinquante nouvelles satiriques et grotesques, de Masuccio Salernitano. Apparition des personnages de Roméo et Juliette[5].

## Théâtre
- La moralité L'homme juste et l'homme mondain de Simon Bourgouin est représentée à Tarascon aux frais de René d'Anjou[6].

## Naissances
- 31 janvier : Jean Bouchet, écrivain français, né à Poitiers, mort vers 1557.
- 20 juillet : Jacopo Nardi, historien, dramaturge et traducteur italien, mort le 11 mars 1563.

## Décès
- 24 février : Jean de Castel, ecclésiastique et historiographe français, né vers 1425.
- Juin : Francesco Calcagnini, homme politique et lettré italien, né vers 1405.